# 有馬頼底
有馬 賴底（ありま らいてい、1933年2月10日- ）は、日本の禅僧。臨済宗相国寺派管長。初名は有馬永頼。道号及び現在の戸籍名は賴底。法諱は承黙。大龍窟とも号する。久留米藩主有馬家（赤松氏流）の子孫。東京市中野区出身。

## 来歴
1933年、有馬家分家筋の父・有馬正頼男爵と、母・明子との次男として東京で生まれる。父正頼は、有馬頼多と三番目の妻英子（菊亭公長姉）との子。また父正頼は、有馬本家当主であり中央競馬の競走名「有馬記念」に名を残す有馬頼寧の従兄弟にあたる。母明子は、旧沼津藩主の水野家当主水野忠亮子爵（水野忠敬長男）の娘。
学習院幼稚園から学習院初等科にかけて、華頂博孝（のち伏見博孝）、徳川宗広（田安徳川家。徳川達成の子。通産官僚）、柳沢徳勝（柳沢家。柳沢徳忠の孫、柳沢徳鄰の子）、高倉永政（高倉家。医師）ら、有馬を加えた8人が明仁上皇の「御学友」とされた。
両親は賴底が8歳のときに離婚。1941年、大分県日田市の岳林寺で得度した。
1955年、京都の臨済宗相国寺僧堂に入門し、大津櫪堂老師に師事。1968年、相国寺塔頭大光明寺の住職となる。1971年から相国寺派教学部長。1984年、相国寺承天閣美術館設立にあたって事務局長となり、1995年に館長となった。
1985年、京都仏教会（京都府仏教会と京都市仏教会が統合）設立。初代会長は青蓮院門主東伏見慈洽、初代理事長は清水寺貫主松本大圓、有馬は常務理事に就任。1988年、京都仏教会理事長に就任した。
1995年、臨済宗相国寺派七代管長（相国寺一三二世）に就任。相国寺、金閣寺（鹿苑寺）、銀閣寺（慈照寺）の3か寺の住職を兼ねる。

## 人物
- 宗教者「九条の会」の呼びかけ人である[8]。
- MKタクシーの青木定雄の葬儀に参加している[9]
- 朝鮮民主主義人民共和国とも親しく往来している。在日本朝鮮人総聯合会の式典にも出席し、『故金正日総書記の指導のもとに発展を続ける朝鮮』を讃えた[10]。2016年11月に仏教界代表団として4度目の訪朝をしている。2017年12月24日に大阪府で開催された金正恩著作研究会（北朝鮮・チュチェ思想研究会）結成集会に参加した。『金日成・金正日主義をかかげチュチェ革命偉業を導く金正恩委員長の思想と業績』に学ぼうとする日本各地からチュチェ思想研究者や朝・日友好人士など各界各層の100余人が参加した結成集会で京都の臨済宗相国寺派管長である有馬の著作研究会結成集会の成功を祈念するメッセージが発表されている[11]。
- 古都税や京都のビル高層化には異議を唱え、京都の町並みの景観の保持に尽力している[12]。
- 文藻に恵まれ数々の著述を残している。『禅僧が往く』 (自伝)においては念願の承天閣美術館の設立[13]、お寺と人々を結ぶイベント「音舞台｣について、日中仏教界の交流・寺院復興援助の経緯などを記している。『禅、「持たない」生き方』および『禅、捨てる生き方 心の荷物を手放せば、もっと穏やかに生きられる』においては、一切の物欲を捨て去り、執着心を放下する悟りの境地の大切さを説いた。

## 税務問題
大阪国税局の税務調査により、2009年からの3年間で約2億円の所得の申告漏れを指摘され、修正申告した。所得内容は揮毫料で、使途は文化財購入で個人的消費はしておらず、お金もないと主張している。しかし、相国寺・金閣寺・銀閣寺の三つの宗教法人から受ける給与だけで年間所得は3000万円超だと報道された。

## 著書
- 『禅と茶 禅語の意味とその味わい』学習研究社 1982年 茶の心シリーズ
- 『茶人よ自由になれ 禅の心茶の美』主婦の友社、1985年
- 『よくわかる茶席の禅語』1-2　主婦の友社 1990年-1993年
- 『茶席の禅語早わかり』主婦の友社 1994年
- 『禅茶巡礼』春秋社 1996年
- 『禅僧の生涯 その生き方に学ぶ』春秋社 1997年
- 『禅と茶の湯』春秋社、1999年
- 『禅僧が往く　私の履歴書』日本経済新聞社、2004年
- 『自在力　見えない道を歩く』講談社、2008年 「禅、人生が楽になる考え方」中経の文庫、2014年
- 『無の道を生きる　禅の辻説法』集英社新書、2008年
- 『必携茶席の禅語ハンドブック 日本の文化がよくわかる』里文出版 2008年
- 『力を抜いて生きる』講談社 2009年
- 『禅、「持たない」生き方』三笠書房・知的生きかた文庫、2010年
- 『やさしくわかる茶席の禅語 茶の湯便利手帳 2』世界文化社 2010年
- 『禅-壁を破る智慧』朝日新書 2011年
- 『明日への遺言』京都仏教会監修 丸善プラネット 2011年
- 『よろこびの禅 人生を変える禅のことば』角川ワンテーマ21、2012年
- 『茶の湯とは何ぞや 禅僧、茶の心を問う』世界文化社 2012年
- 『禅、捨てる生き方 心の荷物を手放せば、もっと穏やかに生きられる』こう書房 2013年
- 『「雑巾がけ」から始まる禅が教えるほんものの生活力』集英社 2013年
- 『「臨済録」を読む』講談社現代新書、2015年

### 共著
- 『相國寺』足立巻一共著（古寺巡礼京都 2）淡交社、1976年
- 『鹿苑寺名宝展図録』源豊宗共編 大本山相國寺承天閣美術館 1984年
- 『慈照寺名宝展図録』源豊宗共編 大本山相國寺承天閣美術館 1985年
- 『光悦と寛永文化』源豊宗共編 大本山相國寺承天閣美術館 1986年
- 『茶の湯の銘大百科』稲畑汀子,筒井紘一共監修、淡交社、2005年
- 『禅の心茶の心』真野響子共著　朝日新聞社　2006年
- 『銀閣寺』久我なつみ共著 淡交社、2007年
- 『禅の逆襲 生老病死のなかの仏教』対本宗訓共著 春秋社、2010年